# Список українських футбольних трансферів (зима 2018—2019)
Українські трансфери у зимове трансферне вікно 2018—2019 років. До списку додані усі футболісти, які прийшли, або покинули клуб Прем'єр-ліги та Першої ліги, в тому числі на правах оренди.
Оскільки за регламентом гравці без клубу можуть долучатися до клубів у будь-який час, у тому числі і між трансферними вікнами, в список потрапили лише ті вільні агенти, які підписали контракт із клубом під час зимового трансферного вікна.

## Прем'єр-ліга

### «Арсенал-Київ»
| № | Поз. | Нац.     | Гравець                                          |
| - | ---- | -------- | ------------------------------------------------ |
|   |      | Україна  | Ігор Леонов (головний тренер)                    |
|   | ВР   | Україна  | Роман Підківка ( Карпати (Львів))                |
|   | ВР   | Іран     | Пейман Салехісервак                              |
|   | ЗХ   | Україна  | Максим Жичиков (from КПВ)                        |
|   | ЗХ   | Україна  | Сергій Вакуленко (оренда, Шахтар (Донецьк))      |
|   | ПЗ   | Іран     | Аліреза Акбарі                                   |
|   | ПЗ   | Україна  | Артур Авагімян ( Маріуполь)                      |
|   | ПЗ   | Україна  | Дмитро Башлай ( Дніпро-1)                        |
|   | ПЗ   | Грузія   | Джаба Ліпартія ( Самтредіа)                      |
|   | ПЗ   | Вірменія | Гегам Кадимян ( Ворскла)                         |
|   | ПЗ   | Україна  | Владислав Калітвінцев ( Динамо (Київ))           |
|   | ПЗ   | Україна  | Михайло Мудрик (on loan from Шахтар (Донецьк))   |
|   | ПЗ   | Україна  | В'ячеслав Танковський (оренда, Шахтар (Донецьк)) |
|   | НП   | Україна  | Олександр Ковпак ( Десна)                        |
|   | НП   | Габон    | Гаетан Міссі Мезу ( Дунеря (Келераші))           |

| № | Поз. | Нац.     | Гравець                                          |
| - | ---- | -------- | ------------------------------------------------ |
|   |      | Україна  | Ігор Леонов (головний тренер)                    |
|   | ВР   | Україна  | Роман Підківка ( Карпати (Львів))                |
|   | ВР   | Іран     | Пейман Салехісервак                              |
|   | ЗХ   | Україна  | Максим Жичиков (from КПВ)                        |
|   | ЗХ   | Україна  | Сергій Вакуленко (оренда, Шахтар (Донецьк))      |
|   | ПЗ   | Іран     | Аліреза Акбарі                                   |
|   | ПЗ   | Україна  | Артур Авагімян ( Маріуполь)                      |
|   | ПЗ   | Україна  | Дмитро Башлай ( Дніпро-1)                        |
|   | ПЗ   | Грузія   | Джаба Ліпартія ( Самтредіа)                      |
|   | ПЗ   | Вірменія | Гегам Кадимян ( Ворскла)                         |
|   | ПЗ   | Україна  | Владислав Калітвінцев ( Динамо (Київ))           |
|   | ПЗ   | Україна  | Михайло Мудрик (on loan from Шахтар (Донецьк))   |
|   | ПЗ   | Україна  | В'ячеслав Танковський (оренда, Шахтар (Донецьк)) |
|   | НП   | Україна  | Олександр Ковпак ( Десна)                        |
|   | НП   | Габон    | Гаетан Міссі Мезу ( Дунеря (Келераші))           |

| № | Поз. | Нац.      | Гравець                                            |
| - | ---- | --------- | -------------------------------------------------- |
|   |      | Україна   | В'ячеслав Грозний (головний тренер)                |
|   | ВР   | Україна   | Сергій Сітало ( Колос (Ковалівка))                 |
|   | ЗХ   | Того      | Серж Акакпо ( Елязигспор)                          |
|   | ЗХ   | Україна   | Serhiy Datsenko (завершив кар'єру)                 |
|   | ЗХ   | Україна   | Данило Карась (вільний агент)                      |
|   | ЗХ   | Україна   | Олексій Ларін ( Істіклол)                          |
|   | ЗХ   | Україна   | Олексій Майданевич ( Шевардені-1906)               |
|   | ЗХ   | Україна   | Олександр Насонов ( Львів)                         |
|   | ЗХ   | Аргентина | Оскар Альберто Піріс ( Торке)                      |
|   | ЗХ   | Україна   | Дмитро Зозуля ( Гірник-спорт)                      |
|   | ПЗ   | Україна   | Юрій Бушман ( Кауно Жальгіріс)                     |
|   | ПЗ   | Україна   | Сергій Гринь (повернення оренди, Шахтар (Донецьк)) |
|   | ПЗ   | Україна   | Прядун Максим Олександрович (вільний агент)        |
|   | ПЗ   | ДР Конго  | Орельєн Нгейтала ( Верея)                          |
|   | НП   | Україна   | Леонід Акулінін (вільний агент)                    |
|   | ПЗ   | Україна   | Олександр Єрмаченко ( Шевардені-1906)              |
|   | НП   | Україна   | Фещук Максим Ігорович ( Вітебськ)                  |
|   | НП   | Італія    | Массімо Н'Чеде Го (повернення оренди, Ювентус)     |

| № | Поз. | Нац.      | Гравець                                            |
| - | ---- | --------- | -------------------------------------------------- |
|   |      | Україна   | В'ячеслав Грозний (головний тренер)                |
|   | ВР   | Україна   | Сергій Сітало ( Колос (Ковалівка))                 |
|   | ЗХ   | Того      | Серж Акакпо ( Елязигспор)                          |
|   | ЗХ   | Україна   | Serhiy Datsenko (завершив кар'єру)                 |
|   | ЗХ   | Україна   | Данило Карась (вільний агент)                      |
|   | ЗХ   | Україна   | Олексій Ларін ( Істіклол)                          |
|   | ЗХ   | Україна   | Олексій Майданевич ( Шевардені-1906)               |
|   | ЗХ   | Україна   | Олександр Насонов ( Львів)                         |
|   | ЗХ   | Аргентина | Оскар Альберто Піріс ( Торке)                      |
|   | ЗХ   | Україна   | Дмитро Зозуля ( Гірник-спорт)                      |
|   | ПЗ   | Україна   | Юрій Бушман ( Кауно Жальгіріс)                     |
|   | ПЗ   | Україна   | Сергій Гринь (повернення оренди, Шахтар (Донецьк)) |
|   | ПЗ   | Україна   | Прядун Максим Олександрович (вільний агент)        |
|   | ПЗ   | ДР Конго  | Орельєн Нгейтала ( Верея)                          |
|   | НП   | Україна   | Леонід Акулінін (вільний агент)                    |
|   | ПЗ   | Україна   | Олександр Єрмаченко ( Шевардені-1906)              |
|   | НП   | Україна   | Фещук Максим Ігорович ( Вітебськ)                  |
|   | НП   | Італія    | Массімо Н'Чеде Го (повернення оренди, Ювентус)     |

### «Ворскла»
| № | Поз. | Нац.                 | Гравець                      |
| - | ---- | -------------------- | ---------------------------- |
|   | ПЗ   | Сербія               | Тодор Петрович ( Вождовац)   |
|   | ПЗ   | Боснія і Герцеговина | Един Шехич ( Хайдук (Спліт)) |

| № | Поз. | Нац.                 | Гравець                      |
| - | ---- | -------------------- | ---------------------------- |
|   | ПЗ   | Сербія               | Тодор Петрович ( Вождовац)   |
|   | ПЗ   | Боснія і Герцеговина | Един Шехич ( Хайдук (Спліт)) |

| № | Поз. | Нац.     | Гравець                                               |
| - | ---- | -------- | ----------------------------------------------------- |
|   | ЗХ   | Україна  | Мирослав Мазур (оренда, Сфинтул Георге)               |
|   | ПЗ   | Вірменія | Гегам Кадимян ( Арсенал (Київ))                       |
|   | НП   | Україна  | Владислав Кулач (повернення оренди, Шахтар (Донецьк)) |
|   | НП   | Україна  | Михайло Сергійчук ( Десна)                            |
|   | НП   | Україна  | Володимир Одарюк (оренда, Гірник-спорт)               |

| № | Поз. | Нац.     | Гравець                                               |
| - | ---- | -------- | ----------------------------------------------------- |
|   | ЗХ   | Україна  | Мирослав Мазур (оренда, Сфинтул Георге)               |
|   | ПЗ   | Вірменія | Гегам Кадимян ( Арсенал (Київ))                       |
|   | НП   | Україна  | Владислав Кулач (повернення оренди, Шахтар (Донецьк)) |
|   | НП   | Україна  | Михайло Сергійчук ( Десна)                            |
|   | НП   | Україна  | Володимир Одарюк (оренда, Гірник-спорт)               |

### «Десна»
| № | Поз. | Нац.    | Гравець                                      |
| - | ---- | ------- | -------------------------------------------- |
|   | ВР   | Україна | Сергій Мелашенко (повернення оренди, Минай)  |
|   | ЗХ   | Україна | Дмитро Нємчанінов ( Крила Рад (Самара))      |
|   | ЗХ   | Україна | Темур Парцванія ( Кішварда)                  |
|   | ПЗ   | Україна | Андрій Богданов ( Арка (Гдиня))              |
|   | ПЗ   | Україна | Вадим Бовтрук (повернення оренди, Суми)      |
|   | ПЗ   | Україна | Ілля Коваленко (повернення оренди, Інгулець) |
|   | ПЗ   | Україна | Михайло Козак ( Рух (Винники))               |
|   | ПЗ   | Україна | Ренат Мочуляк                                |
|   | НП   | Україна | Михайло Сергійчук ( Ворскла)                 |

| № | Поз. | Нац.    | Гравець                                      |
| - | ---- | ------- | -------------------------------------------- |
|   | ВР   | Україна | Сергій Мелашенко (повернення оренди, Минай)  |
|   | ЗХ   | Україна | Дмитро Нємчанінов ( Крила Рад (Самара))      |
|   | ЗХ   | Україна | Темур Парцванія ( Кішварда)                  |
|   | ПЗ   | Україна | Андрій Богданов ( Арка (Гдиня))              |
|   | ПЗ   | Україна | Вадим Бовтрук (повернення оренди, Суми)      |
|   | ПЗ   | Україна | Ілля Коваленко (повернення оренди, Інгулець) |
|   | ПЗ   | Україна | Михайло Козак ( Рух (Винники))               |
|   | ПЗ   | Україна | Ренат Мочуляк                                |
|   | НП   | Україна | Михайло Сергійчук ( Ворскла)                 |

| № | Поз. | Нац.    | Гравець                                          |
| - | ---- | ------- | ------------------------------------------------ |
|   | ВР   | Україна | Сергій Мелашенко (оренда, Гірник (Кривий Ріг))   |
|   | ЗХ   | Україна | Антон Братков ( Маккабі (Петах-Тіква))           |
|   | ЗХ   | Україна | Віталій Єрмаков (оренда, Авангард (Краматорськ)) |
|   | ПЗ   | Україна | Максим Банасевич (оренда, Колос (Ковалівка))     |
|   | ПЗ   | Грузія  | Лука Коберідзе ( Металіст 1925)                  |
|   | ПЗ   | Україна | Ілля Коваленко ( Інгулець)                       |
|   | НП   | Україна | Олександр Ковпак ( Арсенал (Київ))               |

| № | Поз. | Нац.    | Гравець                                          |
| - | ---- | ------- | ------------------------------------------------ |
|   | ВР   | Україна | Сергій Мелашенко (оренда, Гірник (Кривий Ріг))   |
|   | ЗХ   | Україна | Антон Братков ( Маккабі (Петах-Тіква))           |
|   | ЗХ   | Україна | Віталій Єрмаков (оренда, Авангард (Краматорськ)) |
|   | ПЗ   | Україна | Максим Банасевич (оренда, Колос (Ковалівка))     |
|   | ПЗ   | Грузія  | Лука Коберідзе ( Металіст 1925)                  |
|   | ПЗ   | Україна | Ілля Коваленко ( Інгулець)                       |
|   | НП   | Україна | Олександр Ковпак ( Арсенал (Київ))               |

### «Динамо»
| № | Поз. | Нац.     | Гравець                                              |
| - | ---- | -------- | ---------------------------------------------------- |
|   | ЗХ   | Грузія   | Лука Лочошвілі (повернення оренди, Динамо (Тбілісі)) |
|   | ПЗ   | Уругвай  | Карлос де Пена ( Насьйональ (Монтевідео))            |
|   | ПЗ   | Білорусь | Микита Корзун (повернення оренди, Динамо (Мінськ))   |
|   | НП   | Іспанія  | Фран Соль ( Віллем II)                               |

| № | Поз. | Нац.     | Гравець                                              |
| - | ---- | -------- | ---------------------------------------------------- |
|   | ЗХ   | Грузія   | Лука Лочошвілі (повернення оренди, Динамо (Тбілісі)) |
|   | ПЗ   | Уругвай  | Карлос де Пена ( Насьйональ (Монтевідео))            |
|   | ПЗ   | Білорусь | Микита Корзун (повернення оренди, Динамо (Мінськ))   |
|   | НП   | Іспанія  | Фран Соль ( Віллем II)                               |

| № | Поз. | Нац.     | Гравець                                      |
| - | ---- | -------- | -------------------------------------------- |
|   | ЗХ   | Грузія   | Лука Лочошвілі (оренда, Жиліна)              |
|   | ЗХ   | Україна  | Микола Морозюк (оренда, Чайкур Різеспор)     |
|   | ЗХ   | Україна  | Зураб Очігава (оренда, Дніпро-1)             |
|   | ЗХ   | Сербія   | Александар Пантич (оренда, Кадіс)            |
|   | ПЗ   | Бразилія | Вітор Буено (повернення оренди, Сантос)      |
|   | ПЗ   | Україна  | Владислав Калітвінцев ( Арсенал (Київ))      |
|   | ПЗ   | Україна  | Дмитро Копитов ( Авангард (Краматорськ))     |
|   | ПЗ   | Білорусь | Микита Корзун (оренда, Аль-Фатех)            |
|   | ПЗ   | Бразилія | Че Че (to Сан-Паулу)                         |
|   | ПЗ   | Україна  | Роман Вантух (оренда, Олімпік (Донецьк))     |
|   | НП   | Україна  | Артем Хоцяновський ( Авангард (Краматорськ)) |

| № | Поз. | Нац.     | Гравець                                      |
| - | ---- | -------- | -------------------------------------------- |
|   | ЗХ   | Грузія   | Лука Лочошвілі (оренда, Жиліна)              |
|   | ЗХ   | Україна  | Микола Морозюк (оренда, Чайкур Різеспор)     |
|   | ЗХ   | Україна  | Зураб Очігава (оренда, Дніпро-1)             |
|   | ЗХ   | Сербія   | Александар Пантич (оренда, Кадіс)            |
|   | ПЗ   | Бразилія | Вітор Буено (повернення оренди, Сантос)      |
|   | ПЗ   | Україна  | Владислав Калітвінцев ( Арсенал (Київ))      |
|   | ПЗ   | Україна  | Дмитро Копитов ( Авангард (Краматорськ))     |
|   | ПЗ   | Білорусь | Микита Корзун (оренда, Аль-Фатех)            |
|   | ПЗ   | Бразилія | Че Че (to Сан-Паулу)                         |
|   | ПЗ   | Україна  | Роман Вантух (оренда, Олімпік (Донецьк))     |
|   | НП   | Україна  | Артем Хоцяновський ( Авангард (Краматорськ)) |

### «Зоря» (Луганськ)
| № | Поз. | Нац.     | Гравець                                 |
| - | ---- | -------- | --------------------------------------- |
|   | ВР   | Україна  | Микита Шевченко ( Шахтар (Донецьк))     |
|   | ЗХ   | Україна  | Максим Білий ( Маріуполь)               |
|   | ПЗ   | Україна  | Ігор Чайковський ( Анжі)                |
|   | ПЗ   | Японія   | Урата Іцукі ( Джираванц Кітакюсю)       |
|   | ПЗ   | Бразилія | Матеус Нортон ( Флуміненсе)             |
|   | НП   | Україна  | Пилип Будківський ( Шахтар (Донецьк))   |
|   | НП   | Сербія   | Неманья Іванович ( Синджелич (Белград)) |

| № | Поз. | Нац.     | Гравець                                 |
| - | ---- | -------- | --------------------------------------- |
|   | ВР   | Україна  | Микита Шевченко ( Шахтар (Донецьк))     |
|   | ЗХ   | Україна  | Максим Білий ( Маріуполь)               |
|   | ПЗ   | Україна  | Ігор Чайковський ( Анжі)                |
|   | ПЗ   | Японія   | Урата Іцукі ( Джираванц Кітакюсю)       |
|   | ПЗ   | Бразилія | Матеус Нортон ( Флуміненсе)             |
|   | НП   | Україна  | Пилип Будківський ( Шахтар (Донецьк))   |
|   | НП   | Сербія   | Неманья Іванович ( Синджелич (Белград)) |

| № | Поз. | Нац.     | Гравець                                          |
| - | ---- | -------- | ------------------------------------------------ |
|   | ЗХ   | Україна  | Василь Прийма ( Шахтар (Солігорськ))             |
|   | ЗХ   | Україна  | Олександр Сваток ( Хайдук (Спліт))               |
|   | ПЗ   | Сербія   | Анджело Качавенда (оренда, Таврія (Сімферополь)) |
|   | ПЗ   | Україна  | Ігор Харатін (to Ференцварош)                    |
|   | НП   | Бразилія | Рафаел Ратао (оренда, Слован (Братислава))       |

| № | Поз. | Нац.     | Гравець                                          |
| - | ---- | -------- | ------------------------------------------------ |
|   | ЗХ   | Україна  | Василь Прийма ( Шахтар (Солігорськ))             |
|   | ЗХ   | Україна  | Олександр Сваток ( Хайдук (Спліт))               |
|   | ПЗ   | Сербія   | Анджело Качавенда (оренда, Таврія (Сімферополь)) |
|   | ПЗ   | Україна  | Ігор Харатін (to Ференцварош)                    |
|   | НП   | Бразилія | Рафаел Ратао (оренда, Слован (Братислава))       |

### «Карпати»
| № | Поз. | Нац.    | Гравець                                               |
| - | ---- | ------- | ----------------------------------------------------- |
|   |      | Іспанія | Фабрісіано Гонсалес (головний тренер)                 |
|   | ЗХ   | Камерун | Мартін Хонгла (оренда, Гранада)                       |
|   | ЗХ   | Грузія  | Ніка Сандохадзе (повернення оренди, РФШ)              |
|   | ЗХ   | Україна | Назар Стасишин (повернення оренди, Волинь)            |
|   | ПЗ   | Україна | Андрій Бусько (повернення оренди, Рух (Винники))      |
|   | ПЗ   | Франція | Карім Йода ( Реус Депортіу)                           |
|   | НП   | Україна | Роман Дебелко (повернення оренди, Левадія)            |
|   | НП   | Україна | Ярослав Деда ( Карабах (Агдам))                       |
|   | НП   | Україна | Віктор Хомченко (from Авангард (Краматорськ))         |
|   | НП   | Україна | Андрій Ременюк (повернення оренди, Рух (Винники))     |
|   | НП   | Нігерія | Енете Косісочукву Жозеф                               |
|   | НП   | Україна | Мар'ян Швед (оренда, Селтік)                          |
|   | НП   | Україна | Володимир Войтович (повернення оренди, Рух (Винники)) |

| № | Поз. | Нац.    | Гравець                                               |
| - | ---- | ------- | ----------------------------------------------------- |
|   |      | Іспанія | Фабрісіано Гонсалес (головний тренер)                 |
|   | ЗХ   | Камерун | Мартін Хонгла (оренда, Гранада)                       |
|   | ЗХ   | Грузія  | Ніка Сандохадзе (повернення оренди, РФШ)              |
|   | ЗХ   | Україна | Назар Стасишин (повернення оренди, Волинь)            |
|   | ПЗ   | Україна | Андрій Бусько (повернення оренди, Рух (Винники))      |
|   | ПЗ   | Франція | Карім Йода ( Реус Депортіу)                           |
|   | НП   | Україна | Роман Дебелко (повернення оренди, Левадія)            |
|   | НП   | Україна | Ярослав Деда ( Карабах (Агдам))                       |
|   | НП   | Україна | Віктор Хомченко (from Авангард (Краматорськ))         |
|   | НП   | Україна | Андрій Ременюк (повернення оренди, Рух (Винники))     |
|   | НП   | Нігерія | Енете Косісочукву Жозеф                               |
|   | НП   | Україна | Мар'ян Швед (оренда, Селтік)                          |
|   | НП   | Україна | Володимир Войтович (повернення оренди, Рух (Винники)) |

| № | Поз. | Нац.      | Гравець                                                |
| - | ---- | --------- | ------------------------------------------------------ |
|   | ВР   | Україна   | Роман Підківка ( Арсенал (Київ))                       |
|   | ВР   | Україна   | Микита Шевченко, (повернення оренди, Шахтар (Донецьк)) |
|   | ЗХ   | Україна   | Олег Бородай ( Гурник (Ленчна))                        |
|   | ЗХ   | Україна   | Орест Лебеденко ( Луго)                                |
|   | ЗХ   | Україна   | Андрій Маркович ( Нимме Калью)                         |
|   | ПЗ   | Колумбія  | Хорхе Карраскаль (оренда, Рівер Плейт)                 |
|   | ПЗ   | Аргентина | Крістіан Ербес ( Насьйональ (Асунсьйон))               |
|   | ПЗ   | Україна   | Олег Голодюк ( Галадаш)                                |
|   | ПЗ   | Україна   | Юрій Ткачук ( Левадія)                                 |
|   | ПЗ   | Україна   | Назар Вербний (оренда, Рух (Винники))                  |
|   | НП   | Аргентина | Катріель Санчес (повернення оренди, «Тальєрес»)        |
|   | НП   | Україна   | Данило Сікан ( Шахтар (Донецьк))                       |

| № | Поз. | Нац.      | Гравець                                                |
| - | ---- | --------- | ------------------------------------------------------ |
|   | ВР   | Україна   | Роман Підківка ( Арсенал (Київ))                       |
|   | ВР   | Україна   | Микита Шевченко, (повернення оренди, Шахтар (Донецьк)) |
|   | ЗХ   | Україна   | Олег Бородай ( Гурник (Ленчна))                        |
|   | ЗХ   | Україна   | Орест Лебеденко ( Луго)                                |
|   | ЗХ   | Україна   | Андрій Маркович ( Нимме Калью)                         |
|   | ПЗ   | Колумбія  | Хорхе Карраскаль (оренда, Рівер Плейт)                 |
|   | ПЗ   | Аргентина | Крістіан Ербес ( Насьйональ (Асунсьйон))               |
|   | ПЗ   | Україна   | Олег Голодюк ( Галадаш)                                |
|   | ПЗ   | Україна   | Юрій Ткачук ( Левадія)                                 |
|   | ПЗ   | Україна   | Назар Вербний (оренда, Рух (Винники))                  |
|   | НП   | Аргентина | Катріель Санчес (повернення оренди, «Тальєрес»)        |
|   | НП   | Україна   | Данило Сікан ( Шахтар (Донецьк))                       |

### «Львів»
| № | Поз. | Нац.     | Гравець                             |
| - | ---- | -------- | ----------------------------------- |
|   | ЗХ   | Україна  | Дмитро Фатєєв                       |
|   | ЗХ   | Україна  | Олександр Насонов ( Арсенал (Київ)) |
|   | ПЗ   | Бразилія | Педро ( Аріс (Салоніки))            |
|   | ПЗ   | Бразилія | Ліпе Велозу ( Токіо)                |
|   | ПЗ   | Бразилія | Вісенте (вільний агент)             |
|   | ПЗ   | Бразилія | Кадіна ( «Барретуш»)                |
|   | НП   | Бразилія | Тавареш ( «Франкана»)               |
|   | НП   | Нігерія  | Адель Бабатунде (?)                 |
|   | НП   | Бразилія | Шина (вільний агент)                |
|   | НП   | Бразилія | Кауе (оренда, Палмейрас)            |
|   | НП   | Бразилія | Пернамбуко ( «Жагуаріна»)           |

| № | Поз. | Нац.     | Гравець                             |
| - | ---- | -------- | ----------------------------------- |
|   | ЗХ   | Україна  | Дмитро Фатєєв                       |
|   | ЗХ   | Україна  | Олександр Насонов ( Арсенал (Київ)) |
|   | ПЗ   | Бразилія | Педро ( Аріс (Салоніки))            |
|   | ПЗ   | Бразилія | Ліпе Велозу ( Токіо)                |
|   | ПЗ   | Бразилія | Вісенте (вільний агент)             |
|   | ПЗ   | Бразилія | Кадіна ( «Барретуш»)                |
|   | НП   | Бразилія | Тавареш ( «Франкана»)               |
|   | НП   | Нігерія  | Адель Бабатунде (?)                 |
|   | НП   | Бразилія | Шина (вільний агент)                |
|   | НП   | Бразилія | Кауе (оренда, Палмейрас)            |
|   | НП   | Бразилія | Пернамбуко ( «Жагуаріна»)           |

| № | Поз. | Нац.     | Гравець                                     |
| - | ---- | -------- | ------------------------------------------- |
|   | ЗХ   | Україна  | Богдан Друзь ( Суми)                        |
|   | ЗХ   | Україна  | Василь Білий (вільний агент)                |
|   | ЗХ   | Україна  | Семен Даценко ( Поділля)}                   |
|   | ЗХ   | Україна  | Володимир Домніцак (вільний агент)          |
|   | ЗХ   | Україна  | Олександр Голіков ( Чорноморець)            |
|   | ЗХ   | Україна  | Юрій Путраш ( Минай)                        |
|   | ЗХ   | Бразилія | Лукас Тейлор (повернення оренди, Палмейрас) |
|   | ПЗ   | Бразилія | Араужо ( Локомотив (Кошице))                |
|   | ПЗ   | Україна  | Максим Каленчук ( Рух (Винники))            |
|   | ПЗ   | Україна  | Ростислав Волошинович ( Волинь)             |
|   | ПЗ   | Україна  | Артур Западня ( Волинь)                     |
|   | НП   | Україна  | Сергій Петров ( Рух (Винники))              |
|   | НП   | Бразилія | Жуліо Сезар (вільний агент)                 |

| № | Поз. | Нац.     | Гравець                                     |
| - | ---- | -------- | ------------------------------------------- |
|   | ЗХ   | Україна  | Богдан Друзь ( Суми)                        |
|   | ЗХ   | Україна  | Василь Білий (вільний агент)                |
|   | ЗХ   | Україна  | Семен Даценко ( Поділля)}                   |
|   | ЗХ   | Україна  | Володимир Домніцак (вільний агент)          |
|   | ЗХ   | Україна  | Олександр Голіков ( Чорноморець)            |
|   | ЗХ   | Україна  | Юрій Путраш ( Минай)                        |
|   | ЗХ   | Бразилія | Лукас Тейлор (повернення оренди, Палмейрас) |
|   | ПЗ   | Бразилія | Араужо ( Локомотив (Кошице))                |
|   | ПЗ   | Україна  | Максим Каленчук ( Рух (Винники))            |
|   | ПЗ   | Україна  | Ростислав Волошинович ( Волинь)             |
|   | ПЗ   | Україна  | Артур Западня ( Волинь)                     |
|   | НП   | Україна  | Сергій Петров ( Рух (Винники))              |
|   | НП   | Бразилія | Жуліо Сезар (вільний агент)                 |

### «Маріуполь»
| № | Поз. | Нац.    | Гравець                                 |
| - | ---- | ------- | --------------------------------------- |
|   | НП   | Україна | Данило Сікан (оренда, Шахтар (Донецьк)) |

| № | Поз. | Нац.    | Гравець                                 |
| - | ---- | ------- | --------------------------------------- |
|   | НП   | Україна | Данило Сікан (оренда, Шахтар (Донецьк)) |

| № | Поз. | Нац.    | Гравець                                   |
| - | ---- | ------- | ----------------------------------------- |
|   | ЗХ   | Україна | Максим Білий ( Зоря (Луганськ))           |
|   | ЗХ   | Україна | Владислав Савін ( Авангард (Краматорськ)) |
|   | ЗХ   | Україна | Іван Семеніхін                            |
|   | ПЗ   | Україна | Артур Авагімян ( Арсенал (Київ))          |
|   | ПЗ   | Україна | Ігор Биковський                           |
|   | ПЗ   | Україна | Кирило Матвєєв ( Штранд 08)               |

| № | Поз. | Нац.    | Гравець                                   |
| - | ---- | ------- | ----------------------------------------- |
|   | ЗХ   | Україна | Максим Білий ( Зоря (Луганськ))           |
|   | ЗХ   | Україна | Владислав Савін ( Авангард (Краматорськ)) |
|   | ЗХ   | Україна | Іван Семеніхін                            |
|   | ПЗ   | Україна | Артур Авагімян ( Арсенал (Київ))          |
|   | ПЗ   | Україна | Ігор Биковський                           |
|   | ПЗ   | Україна | Кирило Матвєєв ( Штранд 08)               |

### «Олександрія»
| № | Поз. | Нац.    | Гравець                                    |
| - | ---- | ------- | ------------------------------------------ |
|   | ЗХ   | Україна | Олег Соколов ( Чорноморець (Одеса))        |
|   | ПЗ   | Україна | Денис Дедечко ( СКА-Хабаровськ)            |
|   | ПЗ   | Україна | Валерій Лучкевич (оренда, Стандард (Льєж)) |
|   | НП   | Україна | Владислав Кулач (оренда, Шахтар (Донецьк)) |

| № | Поз. | Нац.    | Гравець                                    |
| - | ---- | ------- | ------------------------------------------ |
|   | ЗХ   | Україна | Олег Соколов ( Чорноморець (Одеса))        |
|   | ПЗ   | Україна | Денис Дедечко ( СКА-Хабаровськ)            |
|   | ПЗ   | Україна | Валерій Лучкевич (оренда, Стандард (Льєж)) |
|   | НП   | Україна | Владислав Кулач (оренда, Шахтар (Донецьк)) |

| № | Поз. | Нац.    | Гравець                                |
| - | ---- | ------- | -------------------------------------- |
|   | ЗХ   | Україна | Валерій Бондаренко ( Шахтар (Донецьк)) |
|   | ПЗ   | Україна | Вадим Вітенчук ( Миколаїв)             |

| № | Поз. | Нац.    | Гравець                                |
| - | ---- | ------- | -------------------------------------- |
|   | ЗХ   | Україна | Валерій Бондаренко ( Шахтар (Донецьк)) |
|   | ПЗ   | Україна | Вадим Вітенчук ( Миколаїв)             |

### «Олімпік» (Донецьк)
| № | Поз. | Нац.    | Гравець                                   |
| - | ---- | ------- | ----------------------------------------- |
|   | ВР   | Косово  | Бетім Халімі ( Транс (Нарва))             |
|   | ЗХ   | Нігерія | Дарлінгтон Ігвекалі ( Аланіяспор)         |
|   | ЗХ   | Україна | Єгор Клименчук (вільний агент)            |
|   | ЗХ   | Україна | Артем Козлов (повернення оренди, Суми)    |
|   | ПЗ   | Україна | Станіслав Шарай (повернення оренди, Суми) |
|   | ПЗ   | Україна | Владислав Шарай (повернення оренди, Суми) |
|   | ПЗ   | Україна | Рінар Валєєв ( Шевардені-1906)            |
|   | ПЗ   | Україна | Роман Вантух (оренда, Динамо (Київ))      |
|   | НП   | Сенегал | Матар Діеє ( Есте)                        |

| № | Поз. | Нац.    | Гравець                                   |
| - | ---- | ------- | ----------------------------------------- |
|   | ВР   | Косово  | Бетім Халімі ( Транс (Нарва))             |
|   | ЗХ   | Нігерія | Дарлінгтон Ігвекалі ( Аланіяспор)         |
|   | ЗХ   | Україна | Єгор Клименчук (вільний агент)            |
|   | ЗХ   | Україна | Артем Козлов (повернення оренди, Суми)    |
|   | ПЗ   | Україна | Станіслав Шарай (повернення оренди, Суми) |
|   | ПЗ   | Україна | Владислав Шарай (повернення оренди, Суми) |
|   | ПЗ   | Україна | Рінар Валєєв ( Шевардені-1906)            |
|   | ПЗ   | Україна | Роман Вантух (оренда, Динамо (Київ))      |
|   | НП   | Сенегал | Матар Діеє ( Есте)                        |

| № | Поз. | Нац.    | Гравець                                                   |
| - | ---- | ------- | --------------------------------------------------------- |
|   | ВР   | Україна | Богдан Безкровний                                         |
|   | ЗХ   | Україна | Артем Козлов (дискваліфікований)                          |
|   | ЗХ   | Україна | Антон Кравченко ( Кішварда)                               |
|   | ЗХ   | Україна | Сергій Мелінишин                                          |
|   | ЗХ   | Україна | Дмитро Нємчанінов (loan return to Крила Рад (Самара))     |
|   | ЗХ   | Україна | Євгеній Зубейко ( Динамо (Батумі))                        |
|   | ПЗ   | Україна | Євген Трояновський ( Авангард (Краматорськ))              |
|   | ПЗ   | Україна | Сергій Вакуленко (повернення оренди, Шахтар (Донецьк))    |
|   | НП   | Україна | Дмитро Білоног (повернення оренди, Зірка (Кропивницький)) |
|   | НП   | Україна | Антон Шиндер                                              |

| № | Поз. | Нац.    | Гравець                                                   |
| - | ---- | ------- | --------------------------------------------------------- |
|   | ВР   | Україна | Богдан Безкровний                                         |
|   | ЗХ   | Україна | Артем Козлов (дискваліфікований)                          |
|   | ЗХ   | Україна | Антон Кравченко ( Кішварда)                               |
|   | ЗХ   | Україна | Сергій Мелінишин                                          |
|   | ЗХ   | Україна | Дмитро Нємчанінов (loan return to Крила Рад (Самара))     |
|   | ЗХ   | Україна | Євгеній Зубейко ( Динамо (Батумі))                        |
|   | ПЗ   | Україна | Євген Трояновський ( Авангард (Краматорськ))              |
|   | ПЗ   | Україна | Сергій Вакуленко (повернення оренди, Шахтар (Донецьк))    |
|   | НП   | Україна | Дмитро Білоног (повернення оренди, Зірка (Кропивницький)) |
|   | НП   | Україна | Антон Шиндер                                              |

### «Чорноморець»
| № | Поз. | Нац.     | Гравець                                 |
| - | ---- | -------- | --------------------------------------- |
|   | ЗХ   | Україна  | Олександр Голіков ( Львів)              |
|   | ПЗ   | Україна  | Володимир Аржанов ( Кайсар)             |
|   | ПЗ   | Україна  | Віталій Гошкодеря ( Окжетпес)           |
|   | ПЗ   | Україна  | Євген Морозенко (вільний агент)         |
|   | ПЗ   | Україна  | Володимир Танчик ( ОКС Стоміл)          |
|   | НП   | Росія    | Василь Павлов ( Вентспілс)              |
|   | НП   | Ісландія | Арні Вільг’яльмссон (оренда, Термаліка) |

| № | Поз. | Нац.     | Гравець                                 |
| - | ---- | -------- | --------------------------------------- |
|   | ЗХ   | Україна  | Олександр Голіков ( Львів)              |
|   | ПЗ   | Україна  | Володимир Аржанов ( Кайсар)             |
|   | ПЗ   | Україна  | Віталій Гошкодеря ( Окжетпес)           |
|   | ПЗ   | Україна  | Євген Морозенко (вільний агент)         |
|   | ПЗ   | Україна  | Володимир Танчик ( ОКС Стоміл)          |
|   | НП   | Росія    | Василь Павлов ( Вентспілс)              |
|   | НП   | Ісландія | Арні Вільг’яльмссон (оренда, Термаліка) |

| № | Поз. | Нац.       | Гравець                                           |
| - | ---- | ---------- | ------------------------------------------------- |
|   | ВР   | Україна    | Дмитро Безрук (вільний агент)                     |
|   | ЗХ   | Україна    | Максим Демчук ( Нива (Тернопіль))                 |
|   | ЗХ   | Україна    | Олег Соколов ( Олександрія)                       |
|   | ПЗ   | Україна    | Артур Карноза ( Минай)                            |
|   | ПЗ   | Україна    | Владислав Хомутов ( ВіОн (Злате Моравце))         |
|   | ПЗ   | Україна    | Леонов Дмитро Валерійович (вільний агент)         |
|   | ПЗ   | Україна    | Юрій Романюк ( Дніпро-1)                          |
|   | ПЗ   | Україна    | Савченко Олексій Віталійович ( Полісся (Житомир)) |
|   | ПЗ   | Україна    | Євген Смірнов ( Гомель)                           |
|   | НП   | Україна    | Анатолій Діденко                                  |
|   | НП   | Нідерланди | Роберт Мутцерс ( «Козаккен Бойз»)                 |
|   | НП   | Україна    | Микита Татарков ( Шахтар (Солігорськ))            |

| № | Поз. | Нац.       | Гравець                                           |
| - | ---- | ---------- | ------------------------------------------------- |
|   | ВР   | Україна    | Дмитро Безрук (вільний агент)                     |
|   | ЗХ   | Україна    | Максим Демчук ( Нива (Тернопіль))                 |
|   | ЗХ   | Україна    | Олег Соколов ( Олександрія)                       |
|   | ПЗ   | Україна    | Артур Карноза ( Минай)                            |
|   | ПЗ   | Україна    | Владислав Хомутов ( ВіОн (Злате Моравце))         |
|   | ПЗ   | Україна    | Леонов Дмитро Валерійович (вільний агент)         |
|   | ПЗ   | Україна    | Юрій Романюк ( Дніпро-1)                          |
|   | ПЗ   | Україна    | Савченко Олексій Віталійович ( Полісся (Житомир)) |
|   | ПЗ   | Україна    | Євген Смірнов ( Гомель)                           |
|   | НП   | Україна    | Анатолій Діденко                                  |
|   | НП   | Нідерланди | Роберт Мутцерс ( «Козаккен Бойз»)                 |
|   | НП   | Україна    | Микита Татарков ( Шахтар (Солігорськ))            |

### «Шахтар»
| № | Поз. | Нац.     | Гравець                                                 |
| - | ---- | -------- | ------------------------------------------------------- |
|   | ВР   | Україна  | Микита Шевченко (повернення оренди, Карпати (Львів))    |
|   | ЗХ   | Україна  | Валерій Бондаренко ( Олександрія)                       |
|   | ЗХ   | Україна  | Ігор Дуць (повернення оренди, Рух (Винники))            |
|   | ЗХ   | Україна  | Дмитро Шевченко (повернення оренди, Рух (Винники))      |
|   | ЗХ   | Україна  | Сергій Вакуленко (повернення оренди, Олімпік (Донецьк)) |
|   | ПЗ   | Бразилія | Маркос Антоніо ( Ештуріл-Прая)                          |
|   | ПЗ   | Україна  | Сергій Гринь (повернення оренди, Арсенал (Київ))        |
|   | ПЗ   | Ізраїль  | Манор Соломон ( Маккабі (Петах-Тіква))                  |
|   | ПЗ   | Бразилія | Тете ( Греміо)                                          |
|   | НП   | Україна  | Пилип Будківський (повернення оренди, Сошо)             |
|   | НП   | Україна  | Владислав Кулач (повернення оренди, Ворскла)            |
|   | НП   | Україна  | Данило Сікан ( Карпати (Львів))                         |

| № | Поз. | Нац.     | Гравець                                                 |
| - | ---- | -------- | ------------------------------------------------------- |
|   | ВР   | Україна  | Микита Шевченко (повернення оренди, Карпати (Львів))    |
|   | ЗХ   | Україна  | Валерій Бондаренко ( Олександрія)                       |
|   | ЗХ   | Україна  | Ігор Дуць (повернення оренди, Рух (Винники))            |
|   | ЗХ   | Україна  | Дмитро Шевченко (повернення оренди, Рух (Винники))      |
|   | ЗХ   | Україна  | Сергій Вакуленко (повернення оренди, Олімпік (Донецьк)) |
|   | ПЗ   | Бразилія | Маркос Антоніо ( Ештуріл-Прая)                          |
|   | ПЗ   | Україна  | Сергій Гринь (повернення оренди, Арсенал (Київ))        |
|   | ПЗ   | Ізраїль  | Манор Соломон ( Маккабі (Петах-Тіква))                  |
|   | ПЗ   | Бразилія | Тете ( Греміо)                                          |
|   | НП   | Україна  | Пилип Будківський (повернення оренди, Сошо)             |
|   | НП   | Україна  | Владислав Кулач (повернення оренди, Ворскла)            |
|   | НП   | Україна  | Данило Сікан ( Карпати (Львів))                         |

| № | Поз. | Нац.    | Гравець                                        |
| - | ---- | ------- | ---------------------------------------------- |
|   | ВР   | Україна | Микита Шевченко ( Зоря (Луганськ))             |
|   | ЗХ   | Україна | Олег Данченко (оренда, Єнісей)                 |
|   | ЗХ   | Україна | Ігор Дуць ( Рух (Винники))                     |
|   | ЗХ   | Україна | Ярослав Ракіцький ( Зеніт (Санкт-Петербург))   |
|   | ЗХ   | Україна | Сергій Вакуленко (оренда, Арсенал (Київ))      |
|   | ПЗ   | Україна | Сергій Гринь ( Вайле)                          |
|   | ПЗ   | Україна | Михайло Мудрик (оренда, Арсенал (Київ))        |
|   | ПЗ   | Україна | В'ячеслав Танковський (оренда, Арсенал (Київ)) |
|   | НП   | Україна | Пилип Будківський ( Зоря (Луганськ))           |
|   | НП   | Україна | Артем Дудік (оренда, Слуцьк)                   |
|   | НП   | Україна | Владислав Кулач (оренда, Олександрія)          |
|   | НП   | Україна | Данило Сікан (оренда, Маріуполь)               |

| № | Поз. | Нац.    | Гравець                                        |
| - | ---- | ------- | ---------------------------------------------- |
|   | ВР   | Україна | Микита Шевченко ( Зоря (Луганськ))             |
|   | ЗХ   | Україна | Олег Данченко (оренда, Єнісей)                 |
|   | ЗХ   | Україна | Ігор Дуць ( Рух (Винники))                     |
|   | ЗХ   | Україна | Ярослав Ракіцький ( Зеніт (Санкт-Петербург))   |
|   | ЗХ   | Україна | Сергій Вакуленко (оренда, Арсенал (Київ))      |
|   | ПЗ   | Україна | Сергій Гринь ( Вайле)                          |
|   | ПЗ   | Україна | Михайло Мудрик (оренда, Арсенал (Київ))        |
|   | ПЗ   | Україна | В'ячеслав Танковський (оренда, Арсенал (Київ)) |
|   | НП   | Україна | Пилип Будківський ( Зоря (Луганськ))           |
|   | НП   | Україна | Артем Дудік (оренда, Слуцьк)                   |
|   | НП   | Україна | Владислав Кулач (оренда, Олександрія)          |
|   | НП   | Україна | Данило Сікан (оренда, Маріуполь)               |

## Перша ліга

### «Агробізнес»
| № | Поз. | Нац.    | Гравець                                  |
| - | ---- | ------- | ---------------------------------------- |
|   | ВР   | Україна | Євгеній Панченко ( Черкащина-Академія)   |
|   | ЗХ   | Україна | Назарій Шевченко ( Металіст 1925)        |
|   | ПЗ   | Україна | Євгеній Чепурненко ( Дніпро (Могильов))  |
|   | ПЗ   | Україна | Олег Ничипоренко ( Фортуна (Андрушівка)) |
|   | НП   | Україна | Павло Федосов ( Нива (Вінниця))          |
|   | ЗХ   | Україна | Олександр Аксьонов ( Гірник-спорт)       |

| № | Поз. | Нац.    | Гравець                                  |
| - | ---- | ------- | ---------------------------------------- |
|   | ВР   | Україна | Євгеній Панченко ( Черкащина-Академія)   |
|   | ЗХ   | Україна | Назарій Шевченко ( Металіст 1925)        |
|   | ПЗ   | Україна | Євгеній Чепурненко ( Дніпро (Могильов))  |
|   | ПЗ   | Україна | Олег Ничипоренко ( Фортуна (Андрушівка)) |
|   | НП   | Україна | Павло Федосов ( Нива (Вінниця))          |
|   | ЗХ   | Україна | Олександр Аксьонов ( Гірник-спорт)       |

| № | Поз. | Нац.    | Гравець                                             |
| - | ---- | ------- | --------------------------------------------------- |
|   | ВР   | Україна | Сергій Чиж                                          |
|   | ЗХ   | Україна | Сергій Атласюк (завершив кар'єру)                   |
|   | ЗХ   | Україна | Андрій Дубчак                                       |
|   | ЗХ   | Україна | Владислав Полторацький                              |
|   | ЗХ   | Україна | Сергій Шум                                          |
|   | ПЗ   | Україна | Сергій Шевчук ( Чайка (Петропавлівська Борщагівка)) |
|   | ПЗ   | Україна | Олександр Цибульник ( Черкащина-Академія)           |
|   | ПЗ   | Україна | Євген Зарічнюк ( Миколаїв)                          |

| № | Поз. | Нац.    | Гравець                                             |
| - | ---- | ------- | --------------------------------------------------- |
|   | ВР   | Україна | Сергій Чиж                                          |
|   | ЗХ   | Україна | Сергій Атласюк (завершив кар'єру)                   |
|   | ЗХ   | Україна | Андрій Дубчак                                       |
|   | ЗХ   | Україна | Владислав Полторацький                              |
|   | ЗХ   | Україна | Сергій Шум                                          |
|   | ПЗ   | Україна | Сергій Шевчук ( Чайка (Петропавлівська Борщагівка)) |
|   | ПЗ   | Україна | Олександр Цибульник ( Черкащина-Академія)           |
|   | ПЗ   | Україна | Євген Зарічнюк ( Миколаїв)                          |

### «Авангард» (Краматорськ)
| № | Поз. | Нац.    | Гравець                                  |
| - | ---- | ------- | ---------------------------------------- |
|   | ЗХ   | Україна | Владислав Савін ( Маріуполь)             |
|   | ЗХ   | Україна | Дмитро Ульянов ( Самтредіа)              |
|   | ЗХ   | Україна | Віталій Єрмаков (оренда, Десна)          |
|   | ПЗ   | Україна | Ярослав Кінаш ( Волинь)                  |
|   | НП   | Україна | Bohdan Kushnarenko ( Сталь (Кам'янське)) |
|   | ПЗ   | Україна | Микита Шевцов ( Кобра (Острог))          |
|   | ПЗ   | Україна | Олег Яковець ( Арсенал (Київ))           |
|   | НП   | Україна | Олексій Щебетун ( Металург (Запоріжжя))  |
|   | ЗХ   | Україна | Євгеній Литвин ( Ворскла)                |
|   | ПЗ   | Україна | Євген Трояновський ( Олімпік (Донецьк))  |
|   | ПЗ   | Україна | Дмитро Копитов ( Динамо (Київ))          |
|   | НП   | Україна | Артем Хоцяновський ( Динамо (Київ))      |
|   | ПЗ   | Україна | Ігор Биковський ( Маріуполь)             |
|   | ПЗ   | Україна | Роман Бобак ( Нойштреліц)                |

| № | Поз. | Нац.    | Гравець                                  |
| - | ---- | ------- | ---------------------------------------- |
|   | ЗХ   | Україна | Владислав Савін ( Маріуполь)             |
|   | ЗХ   | Україна | Дмитро Ульянов ( Самтредіа)              |
|   | ЗХ   | Україна | Віталій Єрмаков (оренда, Десна)          |
|   | ПЗ   | Україна | Ярослав Кінаш ( Волинь)                  |
|   | НП   | Україна | Bohdan Kushnarenko ( Сталь (Кам'янське)) |
|   | ПЗ   | Україна | Микита Шевцов ( Кобра (Острог))          |
|   | ПЗ   | Україна | Олег Яковець ( Арсенал (Київ))           |
|   | НП   | Україна | Олексій Щебетун ( Металург (Запоріжжя))  |
|   | ЗХ   | Україна | Євгеній Литвин ( Ворскла)                |
|   | ПЗ   | Україна | Євген Трояновський ( Олімпік (Донецьк))  |
|   | ПЗ   | Україна | Дмитро Копитов ( Динамо (Київ))          |
|   | НП   | Україна | Артем Хоцяновський ( Динамо (Київ))      |
|   | ПЗ   | Україна | Ігор Биковський ( Маріуполь)             |
|   | ПЗ   | Україна | Роман Бобак ( Нойштреліц)                |

| № | Поз. | Нац.    | Гравець                               |
| - | ---- | ------- | ------------------------------------- |
|   | ВР   | Україна | Микита Савченко ( Локомотив (Єреван)) |
|   | ЗХ   | Україна | Вадим Счастливцев (дискваліфіковано)  |
|   | ЗХ   | Україна | Дмитро Задерецький ( Кремінь)         |
|   | ПЗ   | Україна | Дмитро Гранкін ( Металіст 1925)       |
|   | НП   | Україна | Віктор Хомченко ( Гірник-спорт)       |
|   | ПЗ   | Україна | Олександр Лучик (вільний агент)       |
|   | НП   | Україна | Олег Бараннік (вільний агент)         |
|   | НП   | Україна | Олександр Іващенко (завершив кар'єру) |
|   | НП   | Україна | Михайло Удод (вільний агент)          |

| № | Поз. | Нац.    | Гравець                               |
| - | ---- | ------- | ------------------------------------- |
|   | ВР   | Україна | Микита Савченко ( Локомотив (Єреван)) |
|   | ЗХ   | Україна | Вадим Счастливцев (дискваліфіковано)  |
|   | ЗХ   | Україна | Дмитро Задерецький ( Кремінь)         |
|   | ПЗ   | Україна | Дмитро Гранкін ( Металіст 1925)       |
|   | НП   | Україна | Віктор Хомченко ( Гірник-спорт)       |
|   | ПЗ   | Україна | Олександр Лучик (вільний агент)       |
|   | НП   | Україна | Олег Бараннік (вільний агент)         |
|   | НП   | Україна | Олександр Іващенко (завершив кар'єру) |
|   | НП   | Україна | Михайло Удод (вільний агент)          |

### «Балкани» (Зоря)
| № | Поз. | Нац.    | Гравець                                 |
| - | ---- | ------- | --------------------------------------- |
|   | НП   | Україна | Алішер Якубов ( Поділля (Хмельницький)) |

| № | Поз. | Нац.    | Гравець                                 |
| - | ---- | ------- | --------------------------------------- |
|   | НП   | Україна | Алішер Якубов ( Поділля (Хмельницький)) |

| № | Поз. | Нац.    | Гравець                           |
| - | ---- | ------- | --------------------------------- |
|   | ЗХ   | Україна | Дмитро Пархоменко                 |
|   | НП   | Україна | Владислав Кабанюк (вільний агент) |

| № | Поз. | Нац.    | Гравець                           |
| - | ---- | ------- | --------------------------------- |
|   | ЗХ   | Україна | Дмитро Пархоменко                 |
|   | НП   | Україна | Владислав Кабанюк (вільний агент) |

### «Волинь»
| № | Поз. | Нац.    | Гравець                                       |
| - | ---- | ------- | --------------------------------------------- |
|   | ЗХ   | Україна | Олександр Маткобожик ( Зірка (Кропивницький)) |
|   | ЗХ   | Україна | Анатолій Ульянов ( Калуш)                     |
|   | ПЗ   | Україна | Артур Западня ( Львів)                        |
|   | ПЗ   | Україна | Ростислав Волошинович ( Львів)                |

| № | Поз. | Нац.    | Гравець                                       |
| - | ---- | ------- | --------------------------------------------- |
|   | ЗХ   | Україна | Олександр Маткобожик ( Зірка (Кропивницький)) |
|   | ЗХ   | Україна | Анатолій Ульянов ( Калуш)                     |
|   | ПЗ   | Україна | Артур Западня ( Львів)                        |
|   | ПЗ   | Україна | Ростислав Волошинович ( Львів)                |

| № | Поз. | Нац.     | Гравець                                             |
| - | ---- | -------- | --------------------------------------------------- |
|   | ЗХ   | Україна  | Владислав Кравченко ( Металіст 1925)                |
|   | ЗХ   | Україна  | Рудольф Сухомлинов ( Полісся (Житомир))             |
|   | ЗХ   | Україна  | Назар Стасишин (повернення оренди, Карпати (Львів)) |
|   | ПЗ   | Бразилія | Брунінью                                            |
|   | ПЗ   | Україна  | Володимир Коробка                                   |
|   | ПЗ   | Україна  | Олег Марчук                                         |
|   | ПЗ   | Україна  | Андрій Яковлєв ( Арарат)                            |

| № | Поз. | Нац.     | Гравець                                             |
| - | ---- | -------- | --------------------------------------------------- |
|   | ЗХ   | Україна  | Владислав Кравченко ( Металіст 1925)                |
|   | ЗХ   | Україна  | Рудольф Сухомлинов ( Полісся (Житомир))             |
|   | ЗХ   | Україна  | Назар Стасишин (повернення оренди, Карпати (Львів)) |
|   | ПЗ   | Бразилія | Брунінью                                            |
|   | ПЗ   | Україна  | Володимир Коробка                                   |
|   | ПЗ   | Україна  | Олег Марчук                                         |
|   | ПЗ   | Україна  | Андрій Яковлєв ( Арарат)                            |

### «Гірник-спорт»
| № | Поз. | Нац.    | Гравець                                 |
| - | ---- | ------- | --------------------------------------- |
|   |      | Україна | Володимир Мазяр ( Акжайик)              |
|   | ВР   | Україна | Роман Чопко ( Нива (Теребовля))         |
|   | ЗХ   | Україна | Олексій Пінчук ( Металург (Запоріжжя))  |
|   | ЗХ   | Україна | Володимир Шопін ( Таврія (Сімферополь)) |
|   | ЗХ   | Україна | Дмитро Зозуля ( Арсенал (Київ))         |
|   | ЗХ   | Україна | Ростислав Дичко ( Дружба (Очеретувате)) |
|   | ПЗ   | Україна | Антон Котляр ( Верес)                   |
|   | ПЗ   | Україна | Віктор Лиховидько ( Суми)               |
|   | ПЗ   | Україна | Роман Мироненко ( Мерані (Мартвілі))    |
|   | ПЗ   | Україна | Сергій Зуєвич ( Колос (Ковалівка))      |
|   | НП   | Україна | Володимир Одарюк (оренда, Ворскла)      |

| № | Поз. | Нац.    | Гравець                                 |
| - | ---- | ------- | --------------------------------------- |
|   |      | Україна | Володимир Мазяр ( Акжайик)              |
|   | ВР   | Україна | Роман Чопко ( Нива (Теребовля))         |
|   | ЗХ   | Україна | Олексій Пінчук ( Металург (Запоріжжя))  |
|   | ЗХ   | Україна | Володимир Шопін ( Таврія (Сімферополь)) |
|   | ЗХ   | Україна | Дмитро Зозуля ( Арсенал (Київ))         |
|   | ЗХ   | Україна | Ростислав Дичко ( Дружба (Очеретувате)) |
|   | ПЗ   | Україна | Антон Котляр ( Верес)                   |
|   | ПЗ   | Україна | Віктор Лиховидько ( Суми)               |
|   | ПЗ   | Україна | Роман Мироненко ( Мерані (Мартвілі))    |
|   | ПЗ   | Україна | Сергій Зуєвич ( Колос (Ковалівка))      |
|   | НП   | Україна | Володимир Одарюк (оренда, Ворскла)      |

| № | Поз. | Нац.    | Гравець                                              |
| - | ---- | ------- | ---------------------------------------------------- |
|   |      | Україна | Сергій Пучков                                        |
|   | ВР   | Україна | Олексій Баштаненко                                   |
|   | ЗХ   | Україна | Олександр Аксьонов ( Агробізнес (Волочиськ))         |
|   | ЗХ   | Україна | Микита Ходаковський (вільний агент)                  |
|   | ЗХ   | Україна | Роман Кунєв                                          |
|   | ЗХ   | Україна | Дмитро Сидоренко ( Металіст 1925)                    |
|   | ЗХ   | Україна | Владислав Жениленко ( Кремінь)                       |
|   | ПЗ   | Україна | Богдан Боровський                                    |
|   | ПЗ   | Україна | Олександр Максименко ( Таврія (Сімферополь))         |
|   | ПЗ   | Україна | Андрій Скарлош                                       |
|   | ПЗ   | Україна | Андрій Власюк ( Полісся (Житомир))                   |
|   | ПЗ   | Україна | Ярослав Ямполь ( Металіст 1925)                      |
|   | ПЗ   | Україна | Андрій Єфремов ( Чайка (Петропавлівська Борщагівка)) |
|   | НП   | Україна | Андрій Фаюк ( Металіст 1925)                         |
|   | НП   | Україна | Андрій Шевчук                                        |

| № | Поз. | Нац.    | Гравець                                              |
| - | ---- | ------- | ---------------------------------------------------- |
|   |      | Україна | Сергій Пучков                                        |
|   | ВР   | Україна | Олексій Баштаненко                                   |
|   | ЗХ   | Україна | Олександр Аксьонов ( Агробізнес (Волочиськ))         |
|   | ЗХ   | Україна | Микита Ходаковський (вільний агент)                  |
|   | ЗХ   | Україна | Роман Кунєв                                          |
|   | ЗХ   | Україна | Дмитро Сидоренко ( Металіст 1925)                    |
|   | ЗХ   | Україна | Владислав Жениленко ( Кремінь)                       |
|   | ПЗ   | Україна | Богдан Боровський                                    |
|   | ПЗ   | Україна | Олександр Максименко ( Таврія (Сімферополь))         |
|   | ПЗ   | Україна | Андрій Скарлош                                       |
|   | ПЗ   | Україна | Андрій Власюк ( Полісся (Житомир))                   |
|   | ПЗ   | Україна | Ярослав Ямполь ( Металіст 1925)                      |
|   | ПЗ   | Україна | Андрій Єфремов ( Чайка (Петропавлівська Борщагівка)) |
|   | НП   | Україна | Андрій Фаюк ( Металіст 1925)                         |
|   | НП   | Україна | Андрій Шевчук                                        |

### «Дніпро-1»
| № | Поз. | Нац.    | Гравець                                                         |
| - | ---- | ------- | --------------------------------------------------------------- |
|   | ЗХ   | Україна | Зураб Очігава (оренда, Динамо (Київ))                           |
|   | ЗХ   | Україна | Юрій Романюк ( Чорноморець (Одеса))                             |
|   | ЗХ   | Україна | Олександр Сафронов (повернення з оренди, Зірка (Кропивницький)) |
|   | ПЗ   | Україна | Орест Кузик (оренда, ПАС Яніна)                                 |
|   | ПЗ   | Україна | Олександр Беляєв (повернення з оренди, Зірка (Кропивницький))   |
|   | ПЗ   | Україна | Каміль Хучбаров (повернення з оренди, Інгулець)                 |
|   | ПЗ   | Україна | Ярослав Гоменко (повернення з оренди, Інгулець)                 |
|   | ПЗ   | Україна | Арсеній Батагов ( Дніпро-1 U19)                                 |
|   | НП   | Україна | Вадим Яворський ( Суми)                                         |
|   | НП   | Україна | Валентин Рубчинський ( Дніпро-1 U19)                            |

| № | Поз. | Нац.    | Гравець                                                         |
| - | ---- | ------- | --------------------------------------------------------------- |
|   | ЗХ   | Україна | Зураб Очігава (оренда, Динамо (Київ))                           |
|   | ЗХ   | Україна | Юрій Романюк ( Чорноморець (Одеса))                             |
|   | ЗХ   | Україна | Олександр Сафронов (повернення з оренди, Зірка (Кропивницький)) |
|   | ПЗ   | Україна | Орест Кузик (оренда, ПАС Яніна)                                 |
|   | ПЗ   | Україна | Олександр Беляєв (повернення з оренди, Зірка (Кропивницький))   |
|   | ПЗ   | Україна | Каміль Хучбаров (повернення з оренди, Інгулець)                 |
|   | ПЗ   | Україна | Ярослав Гоменко (повернення з оренди, Інгулець)                 |
|   | ПЗ   | Україна | Арсеній Батагов ( Дніпро-1 U19)                                 |
|   | НП   | Україна | Вадим Яворський ( Суми)                                         |
|   | НП   | Україна | Валентин Рубчинський ( Дніпро-1 U19)                            |

| № | Поз. | Нац.    | Гравець                                 |
| - | ---- | ------- | --------------------------------------- |
|   | ЗХ   | Україна | Дмитро Башлай ( Арсенал (Київ))         |
|   | ЗХ   | Україна | Максим Білик ( МФК Миколаїв)            |
|   | ПЗ   | Україна | Олександр Мігунов ( Колос (Ковалівка))  |
|   | ПЗ   | Україна | Ярослав Гоменко ( Гірник (Кривий Ріг))  |
|   | ПЗ   | Україна | Артем Щедрий ( Інгулець)                |
|   | ПЗ   | Україна | Редван Мемешев ( Славія-Мозир)          |
|   | НП   | Україна | Владислав Войцеховський ( МФК Миколаїв) |

| № | Поз. | Нац.    | Гравець                                 |
| - | ---- | ------- | --------------------------------------- |
|   | ЗХ   | Україна | Дмитро Башлай ( Арсенал (Київ))         |
|   | ЗХ   | Україна | Максим Білик ( МФК Миколаїв)            |
|   | ПЗ   | Україна | Олександр Мігунов ( Колос (Ковалівка))  |
|   | ПЗ   | Україна | Ярослав Гоменко ( Гірник (Кривий Ріг))  |
|   | ПЗ   | Україна | Артем Щедрий ( Інгулець)                |
|   | ПЗ   | Україна | Редван Мемешев ( Славія-Мозир)          |
|   | НП   | Україна | Владислав Войцеховський ( МФК Миколаїв) |

### «Зірка» (Кропивницький)
| № | Поз. | Нац.    | Гравець                               |
| - | ---- | ------- | ------------------------------------- |
|   | НП   | Україна | Євген Кателін ( Металург (Запоріжжя)) |

| № | Поз. | Нац.    | Гравець                               |
| - | ---- | ------- | ------------------------------------- |
|   | НП   | Україна | Євген Кателін ( Металург (Запоріжжя)) |

| № | Поз. | Нац.    | Гравець                                          |
| - | ---- | ------- | ------------------------------------------------ |
|   | ЗХ   | Україна | Олександр Дугієнко ( Нива (Вінниця))             |
|   | ЗХ   | Україна | Олександр Сафронов (повернення оренди, Дніпро-1) |
|   | ПЗ   | Україна | Олександр Бєляєв (повернення оренди, Дніпро-1)   |
|   | ПЗ   | Україна | Назар Виздрик ( Nyva Vinnytsia)                  |
|   | ПЗ   | Україна | Дмитро Білоног ( Динамо (Мінськ))                |
|   | ЗХ   | Україна | Дмитро Фатєєв ( Львів)                           |
|   | ПЗ   | Україна | Дмитро Хорольський ( Калуш)                      |
|   | ПЗ   | Україна | Ярослав Поплавка ( Олександрія)                  |
|   | ПЗ   | Україна | Роман Льопка ( Авангард (Краматорськ))           |
|   | ПЗ   | Україна | Максим Авер'янов ( Кремінь)                      |
|   | НП   | Україна | Артем Сьомка ( Гірник (Кривий Ріг))              |
|   | ПЗ   | Україна | Данило Фальковський ( Миколаїв-2)                |
|   | ПЗ   | Україна | Данило Кондраков ( Рух (Винники))                |
|   | ПЗ   | Україна | Андрій Савіцький ( Олександрія)                  |
|   | НП   | Україна | Станіслав Писарєв ( Олександрія)                 |

| № | Поз. | Нац.    | Гравець                                          |
| - | ---- | ------- | ------------------------------------------------ |
|   | ЗХ   | Україна | Олександр Дугієнко ( Нива (Вінниця))             |
|   | ЗХ   | Україна | Олександр Сафронов (повернення оренди, Дніпро-1) |
|   | ПЗ   | Україна | Олександр Бєляєв (повернення оренди, Дніпро-1)   |
|   | ПЗ   | Україна | Назар Виздрик ( Nyva Vinnytsia)                  |
|   | ПЗ   | Україна | Дмитро Білоног ( Динамо (Мінськ))                |
|   | ЗХ   | Україна | Дмитро Фатєєв ( Львів)                           |
|   | ПЗ   | Україна | Дмитро Хорольський ( Калуш)                      |
|   | ПЗ   | Україна | Ярослав Поплавка ( Олександрія)                  |
|   | ПЗ   | Україна | Роман Льопка ( Авангард (Краматорськ))           |
|   | ПЗ   | Україна | Максим Авер'янов ( Кремінь)                      |
|   | НП   | Україна | Артем Сьомка ( Гірник (Кривий Ріг))              |
|   | ПЗ   | Україна | Данило Фальковський ( Миколаїв-2)                |
|   | ПЗ   | Україна | Данило Кондраков ( Рух (Винники))                |
|   | ПЗ   | Україна | Андрій Савіцький ( Олександрія)                  |
|   | НП   | Україна | Станіслав Писарєв ( Олександрія)                 |

### «Інгулець»
| № | Поз. | Нац.    | Гравець                        |
| - | ---- | ------- | ------------------------------ |
|   | ВР   | Україна | Роман Герич ( Калуш)           |
|   | ЗХ   | Україна | Богдан Мицик ( Атлантас)       |
|   | ЗХ   | Україна | Михайло Писко ( Рух (Винники)) |
|   | ПЗ   | Україна | Ілля Коваленко ( Десна)        |
|   | ПЗ   | Україна | Артем Щедрий ( Дніпро-1)       |
|   | НП   | Україна | Дмитро Сула ( Металіст 1925)   |

| № | Поз. | Нац.    | Гравець                        |
| - | ---- | ------- | ------------------------------ |
|   | ВР   | Україна | Роман Герич ( Калуш)           |
|   | ЗХ   | Україна | Богдан Мицик ( Атлантас)       |
|   | ЗХ   | Україна | Михайло Писко ( Рух (Винники)) |
|   | ПЗ   | Україна | Ілля Коваленко ( Десна)        |
|   | ПЗ   | Україна | Артем Щедрий ( Дніпро-1)       |
|   | НП   | Україна | Дмитро Сула ( Металіст 1925)   |

| № | Поз. | Нац.    | Гравець                               |
| - | ---- | ------- | ------------------------------------- |
|   | ВР   | Україна | Геннадій Ганєв ( Верея)               |
|   | ЗХ   | Україна | Ігор Коцюмака ( Гірник (Кривий Ріг))  |
|   | ПЗ   | Україна | Роман Гончаренко ( Полісся (Житомир)) |
|   | ПЗ   | Україна | Артем Козлов (оренда, Кремінь)        |
|   | ЗХ   | Україна | Артур Новотрясов ( Кримтеплиця)       |
|   | ПЗ   | Україна | Ярослав Гоменко (оренда, Дніпро-1)    |
|   | ПЗ   | Україна | Каміль Хучбаров (оренда, Дніпро-1)    |
|   | ПЗ   | Грузія  | Гіоргі Кобуладзе                      |

| № | Поз. | Нац.    | Гравець                               |
| - | ---- | ------- | ------------------------------------- |
|   | ВР   | Україна | Геннадій Ганєв ( Верея)               |
|   | ЗХ   | Україна | Ігор Коцюмака ( Гірник (Кривий Ріг))  |
|   | ПЗ   | Україна | Роман Гончаренко ( Полісся (Житомир)) |
|   | ПЗ   | Україна | Артем Козлов (оренда, Кремінь)        |
|   | ЗХ   | Україна | Артур Новотрясов ( Кримтеплиця)       |
|   | ПЗ   | Україна | Ярослав Гоменко (оренда, Дніпро-1)    |
|   | ПЗ   | Україна | Каміль Хучбаров (оренда, Дніпро-1)    |
|   | ПЗ   | Грузія  | Гіоргі Кобуладзе                      |

### «Колос» (Ковалівка)
| № | Поз. | Нац.    | Гравець                                           |
| - | ---- | ------- | ------------------------------------------------- |
|   | ЗХ   | Україна | Олександр Мігунов ( Дніпро-1)                     |
|   | ЗХ   | Україна | Назарій Шевченко (loan return from Металіст 1925) |
|   | ПЗ   | Україна | Максим Банасевич (оренда, Десна)                  |

| № | Поз. | Нац.    | Гравець                                           |
| - | ---- | ------- | ------------------------------------------------- |
|   | ЗХ   | Україна | Олександр Мігунов ( Дніпро-1)                     |
|   | ЗХ   | Україна | Назарій Шевченко (loan return from Металіст 1925) |
|   | ПЗ   | Україна | Максим Банасевич (оренда, Десна)                  |

| № | Поз. | Нац.    | Гравець                                   |
| - | ---- | ------- | ----------------------------------------- |
|   | ВР   | Україна | Василь Литвиненко ( Оболонь-Бровар)       |
|   | ЗХ   | Україна | Данило Шевченко ( Агробізнес (Волочиськ)) |
|   | ПЗ   | Україна | Сергій Зуєвич ( Гірник-спорт)             |
|   | ПЗ   | Україна | Руслан Кісіль                             |
|   | ПЗ   | Україна | Василь Коропецький (вільний агент)        |
|   | НП   | Україна | Юрій Соломка ( Полісся (Житомир))         |

| № | Поз. | Нац.    | Гравець                                   |
| - | ---- | ------- | ----------------------------------------- |
|   | ВР   | Україна | Василь Литвиненко ( Оболонь-Бровар)       |
|   | ЗХ   | Україна | Данило Шевченко ( Агробізнес (Волочиськ)) |
|   | ПЗ   | Україна | Сергій Зуєвич ( Гірник-спорт)             |
|   | ПЗ   | Україна | Руслан Кісіль                             |
|   | ПЗ   | Україна | Василь Коропецький (вільний агент)        |
|   | НП   | Україна | Юрій Соломка ( Полісся (Житомир))         |

### «Металіст 1925»
| № | Поз. | Нац.     | Гравець                                  |
| - | ---- | -------- | ---------------------------------------- |
|   | ЗХ   | Україна  | Владислав Кравченко ( Волинь)            |
|   | ЗХ   | Україна  | Дмитро Сидоренко ( Гірник-спорт)         |
|   | ПЗ   | Бразилія | Фабінью ( «Терезополіс»)                 |
|   | ПЗ   | Україна  | Ярослав Ямполь ( Гірник-спорт)           |
|   | ПЗ   | Україна  | Дмитро Гранкін ( Авангард (Краматорськ)) |
|   | ПЗ   | Україна  | Кирило Єрмошенко ( «Металіст Юніор»)     |
|   | ПЗ   | Грузія   | Лука Коберідзе ( Десна)                  |
|   | ПЗ   | Україна  | Ігор Кошман ( Самтредіа)                 |
|   | НП   | Україна  | Андрій Фаюк ( Гірник-спорт)              |

| № | Поз. | Нац.     | Гравець                                  |
| - | ---- | -------- | ---------------------------------------- |
|   | ЗХ   | Україна  | Владислав Кравченко ( Волинь)            |
|   | ЗХ   | Україна  | Дмитро Сидоренко ( Гірник-спорт)         |
|   | ПЗ   | Бразилія | Фабінью ( «Терезополіс»)                 |
|   | ПЗ   | Україна  | Ярослав Ямполь ( Гірник-спорт)           |
|   | ПЗ   | Україна  | Дмитро Гранкін ( Авангард (Краматорськ)) |
|   | ПЗ   | Україна  | Кирило Єрмошенко ( «Металіст Юніор»)     |
|   | ПЗ   | Грузія   | Лука Коберідзе ( Десна)                  |
|   | ПЗ   | Україна  | Ігор Кошман ( Самтредіа)                 |
|   | НП   | Україна  | Андрій Фаюк ( Гірник-спорт)              |

| № | Поз. | Нац.    | Гравець                                                   |
| - | ---- | ------- | --------------------------------------------------------- |
|   | ВР   | Україна | Владислав Федак ( Верес)                                  |
|   | ЗХ   | Україна | Назарій Шевченко (повернення з оренди, Колос (Ковалівка)) |
|   | ЗХ   | Україна | Владислав Ємельянов (оренда, Полісся (Житомир))           |
|   | ЗХ   | Україна | Дмитро Пріхна ( Верес)                                    |
|   | ЗХ   | Україна | Дмитро Клімаков ( Арцах)                                  |
|   | ПЗ   | Україна | Михайло Мазун ( ФК Зміїв)                                 |
|   | ПЗ   | Україна | Євгеній Терзі ( Олімп (Кирнички))                         |
|   | НП   | Україна | Дмитро Сула ( Інгулець)                                   |

| № | Поз. | Нац.    | Гравець                                                   |
| - | ---- | ------- | --------------------------------------------------------- |
|   | ВР   | Україна | Владислав Федак ( Верес)                                  |
|   | ЗХ   | Україна | Назарій Шевченко (повернення з оренди, Колос (Ковалівка)) |
|   | ЗХ   | Україна | Владислав Ємельянов (оренда, Полісся (Житомир))           |
|   | ЗХ   | Україна | Дмитро Пріхна ( Верес)                                    |
|   | ЗХ   | Україна | Дмитро Клімаков ( Арцах)                                  |
|   | ПЗ   | Україна | Михайло Мазун ( ФК Зміїв)                                 |
|   | ПЗ   | Україна | Євгеній Терзі ( Олімп (Кирнички))                         |
|   | НП   | Україна | Дмитро Сула ( Інгулець)                                   |

### «Миколаїв»
| № | Поз. | Нац.    | Гравець                                  |
| - | ---- | ------- | ---------------------------------------- |
|   |      | Україна | Сергій Шищенко ( «Шахтар» U-19 (Д))      |
|   |      | Україна | Микола Гібалюк ( Минай)                  |
|   |      | Україна | Роман Чумак ( Миколаїв)                  |
|   | ЗХ   | Україна | Олександр Квачов ( Суми)                 |
|   | ВР   | Україна | Амір Агаларов ( Енергія (Нова Каховка))  |
|   | ЗХ   | Україна | Максим Білик ( Дніпро-1)                 |
|   | ПЗ   | Україна | Богдан Куксенко ( Таврія (Сімферополь))  |
|   | ПЗ   | Україна | Вадим Вітенчук ( Олександрія)            |
|   | ПЗ   | Україна | Євген Зарічнюк ( Агробізнес (Волочиськ)) |
|   | НП   | Україна | Владислав Войцеховський ( Дніпро-1)      |

| № | Поз. | Нац.    | Гравець                                  |
| - | ---- | ------- | ---------------------------------------- |
|   |      | Україна | Сергій Шищенко ( «Шахтар» U-19 (Д))      |
|   |      | Україна | Микола Гібалюк ( Минай)                  |
|   |      | Україна | Роман Чумак ( Миколаїв)                  |
|   | ЗХ   | Україна | Олександр Квачов ( Суми)                 |
|   | ВР   | Україна | Амір Агаларов ( Енергія (Нова Каховка))  |
|   | ЗХ   | Україна | Максим Білик ( Дніпро-1)                 |
|   | ПЗ   | Україна | Богдан Куксенко ( Таврія (Сімферополь))  |
|   | ПЗ   | Україна | Вадим Вітенчук ( Олександрія)            |
|   | ПЗ   | Україна | Євген Зарічнюк ( Агробізнес (Волочиськ)) |
|   | НП   | Україна | Владислав Войцеховський ( Дніпро-1)      |

| № | Поз. | Нац.    | Гравець                                 |
| - | ---- | ------- | --------------------------------------- |
|   |      | Україна | Руслан Забранський                      |
|   | ВР   | Україна | Єгор Попович ( Калуш)                   |
|   | ЗХ   | Україна | Станіслав Чучман ( Верес)               |
|   | ЗХ   | Україна | Олег Дмитренко ( Минай)                 |
|   | ЗХ   | Україна | Андрій Гурський ( Верес)                |
|   | ПЗ   | Україна | Іван Антонюк ( Калуш)                   |
|   | ПЗ   | Україна | Тимофій Брижчук ( Нива (Вінниця))       |
|   | ПЗ   | Україна | Віталій Рябушко ( Олімпія (Савинці))    |
|   | ПЗ   | Україна | Микита Шарабура ( Таврія (Сімферополь)) |
|   | ПЗ   | Україна | Владислав Авраменко (вільний агент)     |
|   | НП   | Україна | Вадим Петров ( Металург (Запоріжжя))    |

| № | Поз. | Нац.    | Гравець                                 |
| - | ---- | ------- | --------------------------------------- |
|   |      | Україна | Руслан Забранський                      |
|   | ВР   | Україна | Єгор Попович ( Калуш)                   |
|   | ЗХ   | Україна | Станіслав Чучман ( Верес)               |
|   | ЗХ   | Україна | Олег Дмитренко ( Минай)                 |
|   | ЗХ   | Україна | Андрій Гурський ( Верес)                |
|   | ПЗ   | Україна | Іван Антонюк ( Калуш)                   |
|   | ПЗ   | Україна | Тимофій Брижчук ( Нива (Вінниця))       |
|   | ПЗ   | Україна | Віталій Рябушко ( Олімпія (Савинці))    |
|   | ПЗ   | Україна | Микита Шарабура ( Таврія (Сімферополь)) |
|   | ПЗ   | Україна | Владислав Авраменко (вільний агент)     |
|   | НП   | Україна | Вадим Петров ( Металург (Запоріжжя))    |

### «Оболонь-Бровар»
| № | Поз. | Нац.    | Гравець                                       |
| - | ---- | ------- | --------------------------------------------- |
|   | ВР   | Україна | Василь Литвиненко ( Колос (Ковалівка))        |
|   | ЗХ   | Україна | Максим Потопальський ( «Оболонь-Бровар» U-19) |
|   | ПЗ   | Україна | Іван Чистяк ( «Оболонь-Бровар» U-19)          |
|   | НП   | Україна | Антон Рафальський ( «Оболонь-Бровар» U-19)    |

| № | Поз. | Нац.    | Гравець                                       |
| - | ---- | ------- | --------------------------------------------- |
|   | ВР   | Україна | Василь Литвиненко ( Колос (Ковалівка))        |
|   | ЗХ   | Україна | Максим Потопальський ( «Оболонь-Бровар» U-19) |
|   | ПЗ   | Україна | Іван Чистяк ( «Оболонь-Бровар» U-19)          |
|   | НП   | Україна | Антон Рафальський ( «Оболонь-Бровар» U-19)    |

| № | Поз. | Нац. | Гравець |
| - | ---- | ---- | ------- |

| № | Поз. | Нац. | Гравець |
| - | ---- | ---- | ------- |

### «Прикарпаття»
| № | Поз. | Нац.    | Гравець                                    |
| - | ---- | ------- | ------------------------------------------ |
|   | ВР   | Україна | Василь Стеф'юк ( Калуш)                    |
|   | ПЗ   | Україна | Роман Кузьмин ( Bad Westernkotten Erwitte) |
|   | ЗХ   | Україна | Валерій Грабець ( Енергія (Нова Каховка))  |

| № | Поз. | Нац.    | Гравець                                    |
| - | ---- | ------- | ------------------------------------------ |
|   | ВР   | Україна | Василь Стеф'юк ( Калуш)                    |
|   | ПЗ   | Україна | Роман Кузьмин ( Bad Westernkotten Erwitte) |
|   | ЗХ   | Україна | Валерій Грабець ( Енергія (Нова Каховка))  |

| № | Поз. | Нац.    | Гравець                              |
| - | ---- | ------- | ------------------------------------ |
|   | ЗХ   | Україна | Андрій Громоляк ( Карпати (Коломия)) |
|   | ЗХ   | Україна | Роман Прошак ( Буковина)             |
|   | ПЗ   | Україна | Артур Комар ( Калуш)                 |
|   | НП   | Україна | Андрій Слободян (вільний агент)      |

| № | Поз. | Нац.    | Гравець                              |
| - | ---- | ------- | ------------------------------------ |
|   | ЗХ   | Україна | Андрій Громоляк ( Карпати (Коломия)) |
|   | ЗХ   | Україна | Роман Прошак ( Буковина)             |
|   | ПЗ   | Україна | Артур Комар ( Калуш)                 |
|   | НП   | Україна | Андрій Слободян (вільний агент)      |

### «Рух» (Винники)
| № | Поз. | Нац.     | Гравець                                    |
| - | ---- | -------- | ------------------------------------------ |
|   |      | Білорусь | Леонід Кучук ( Ростов)                     |
|   | ВР   | Україна  | Роман Мисак ( Орхус)                       |
|   | ЗХ   | Україна  | Ігор Дуць ( Шахтар (Донецьк))              |
|   | ЗХ   | Україна  | Микита Ходорченко ( Зірка (Кропивницький)) |
|   | ЗХ   | Бразилія | Леандро да Сілва ( Атлантас)               |
|   | ЗХ   | Україна  | Руслан Марушка ( Атлантас)                 |
|   | ЗХ   | Бразилія | Сідней ( Баїя)                             |
|   | ПЗ   | Україна  | Богдан Бойчук ( Динамо-Авто (Тирасполь))   |
|   | ПЗ   | Бразилія | Габріель ( Волта-Редонда)                  |
|   | ПЗ   | Україна  | Максим Каленчук ( Львів)                   |
|   | ПЗ   | Україна  | Данило Кондраков ( Зірка (Кропивницький))  |
|   | ПЗ   | Україна  | Юрій Климчук ( Сталь (Кам'янське))         |
|   | ПЗ   | Україна  | Назар Вербний (оренда, Карпати (Львів))    |
|   | НП   | Україна  | Сергій Петров ( Львів)                     |

| № | Поз. | Нац.     | Гравець                                    |
| - | ---- | -------- | ------------------------------------------ |
|   |      | Білорусь | Леонід Кучук ( Ростов)                     |
|   | ВР   | Україна  | Роман Мисак ( Орхус)                       |
|   | ЗХ   | Україна  | Ігор Дуць ( Шахтар (Донецьк))              |
|   | ЗХ   | Україна  | Микита Ходорченко ( Зірка (Кропивницький)) |
|   | ЗХ   | Бразилія | Леандро да Сілва ( Атлантас)               |
|   | ЗХ   | Україна  | Руслан Марушка ( Атлантас)                 |
|   | ЗХ   | Бразилія | Сідней ( Баїя)                             |
|   | ПЗ   | Україна  | Богдан Бойчук ( Динамо-Авто (Тирасполь))   |
|   | ПЗ   | Бразилія | Габріель ( Волта-Редонда)                  |
|   | ПЗ   | Україна  | Максим Каленчук ( Львів)                   |
|   | ПЗ   | Україна  | Данило Кондраков ( Зірка (Кропивницький))  |
|   | ПЗ   | Україна  | Юрій Климчук ( Сталь (Кам'янське))         |
|   | ПЗ   | Україна  | Назар Вербний (оренда, Карпати (Львів))    |
|   | НП   | Україна  | Сергій Петров ( Львів)                     |

| № | Поз. | Нац.    | Гравець                                                 |
| - | ---- | ------- | ------------------------------------------------------- |
|   |      | Україна | Юрій Вірт                                               |
|   | ВР   | Україна | Олександр Дяченко (завершив кар'єру)                    |
|   | ЗХ   | Україна | Ігор Дуць (повернення оренди, Шахтар (Донецьк))         |
|   | ЗХ   | Україна | Михайло Писко ( Inhulets Petrove)                       |
|   | ЗХ   | Україна | Дмитро Шевченко (повернення оренди, Шахтар (Донецьк))   |
|   | ПЗ   | Україна | Андрій Бусько (повернення оренди, Карпати (Львів))      |
|   | ПЗ   | Україна | Михайло Козак ( Десна)                                  |
|   | ПЗ   | Україна | Володимир Макар (завершив кар'єру)                      |
|   | НП   | Україна | Андрій Ременюк (повернення оренди, Карпати (Львів))     |
|   | НП   | Україна | Володимир Войтович (повернення оренди, Карпати (Львів)) |
|   | НП   | Україна | Олександр Батальський ( Шевардені-1906)                 |
|   | НП   | Україна | Артур Загорулько                                        |
|   | НП   | Україна | Денис Арендарук (повернення оренди, Шахтар (Донецьк))   |

| № | Поз. | Нац.    | Гравець                                                 |
| - | ---- | ------- | ------------------------------------------------------- |
|   |      | Україна | Юрій Вірт                                               |
|   | ВР   | Україна | Олександр Дяченко (завершив кар'єру)                    |
|   | ЗХ   | Україна | Ігор Дуць (повернення оренди, Шахтар (Донецьк))         |
|   | ЗХ   | Україна | Михайло Писко ( Inhulets Petrove)                       |
|   | ЗХ   | Україна | Дмитро Шевченко (повернення оренди, Шахтар (Донецьк))   |
|   | ПЗ   | Україна | Андрій Бусько (повернення оренди, Карпати (Львів))      |
|   | ПЗ   | Україна | Михайло Козак ( Десна)                                  |
|   | ПЗ   | Україна | Володимир Макар (завершив кар'єру)                      |
|   | НП   | Україна | Андрій Ременюк (повернення оренди, Карпати (Львів))     |
|   | НП   | Україна | Володимир Войтович (повернення оренди, Карпати (Львів)) |
|   | НП   | Україна | Олександр Батальський ( Шевардені-1906)                 |
|   | НП   | Україна | Артур Загорулько                                        |
|   | НП   | Україна | Денис Арендарук (повернення оренди, Шахтар (Донецьк))   |

### «Суми»
| № | Поз. | Нац.    | Гравець                                                  |
| - | ---- | ------- | -------------------------------------------------------- |
|   |      | Україна | Олександр Олійник ( Кобра)                               |
|   |      | Україна | Іван Ващенко ( Кобра)                                    |
|   |      | Україна | Микита Домашенко ( Кобра)                                |
|   |      | Україна | Олександр Колокол ( Кобра)                               |
|   | ПЗ   | Україна | Богдан Малишев ( Кобра)                                  |
|   |      | Україна | Веніамін Музичук ( Кобра)                                |
|   |      | Україна | Фарід Назіпов ( Кобра)                                   |
|   |      | Україна | Єгор Свістюла ( Кобра)                                   |
|   |      | Україна | Владислав Шинкаров ( Кобра)                              |
|   |      | Україна | Михайло Матвієнко ( Кобра)                               |
|   |      | Україна | Данило Єрмолаєв ( Кобра)                                 |
|   | НП   | Україна | В'ячеслав Панфілов ( Чайка (Петропавлівська Борщагівка)) |
|   | НП   | Україна | Олександр Яцюченко ( Чайка (Петропавлівська Борщагівка)) |
|   |      | Україна | Іван Ткачук ( Темп (Вінниця))                            |
|   |      | Франція | Софіене Драа                                             |
|   | НП   | Україна | Артем Гречихін ( ФК Первомайський)                       |
|   | ПЗ   | Україна | Віталій Шморгун ( ФК Хмельницький)                       |
|   | ПЗ   | Україна | Денис Козлов ( Калуш)                                    |
|   | ЗХ   | Україна | Олексій Божий ( Металург (Запоріжжя))                    |
|   | ПЗ   | Україна | Назар Курусь ( Металург (Запоріжжя))                     |
|   | ВР   | Україна | Богдан Друзь ( Львів)                                    |
|   | ПЗ   | Україна | Олександр Безродній ( Кобра)                             |

| № | Поз. | Нац.    | Гравець                                                  |
| - | ---- | ------- | -------------------------------------------------------- |
|   |      | Україна | Олександр Олійник ( Кобра)                               |
|   |      | Україна | Іван Ващенко ( Кобра)                                    |
|   |      | Україна | Микита Домашенко ( Кобра)                                |
|   |      | Україна | Олександр Колокол ( Кобра)                               |
|   | ПЗ   | Україна | Богдан Малишев ( Кобра)                                  |
|   |      | Україна | Веніамін Музичук ( Кобра)                                |
|   |      | Україна | Фарід Назіпов ( Кобра)                                   |
|   |      | Україна | Єгор Свістюла ( Кобра)                                   |
|   |      | Україна | Владислав Шинкаров ( Кобра)                              |
|   |      | Україна | Михайло Матвієнко ( Кобра)                               |
|   |      | Україна | Данило Єрмолаєв ( Кобра)                                 |
|   | НП   | Україна | В'ячеслав Панфілов ( Чайка (Петропавлівська Борщагівка)) |
|   | НП   | Україна | Олександр Яцюченко ( Чайка (Петропавлівська Борщагівка)) |
|   |      | Україна | Іван Ткачук ( Темп (Вінниця))                            |
|   |      | Франція | Софіене Драа                                             |
|   | НП   | Україна | Артем Гречихін ( ФК Первомайський)                       |
|   | ПЗ   | Україна | Віталій Шморгун ( ФК Хмельницький)                       |
|   | ПЗ   | Україна | Денис Козлов ( Калуш)                                    |
|   | ЗХ   | Україна | Олексій Божий ( Металург (Запоріжжя))                    |
|   | ПЗ   | Україна | Назар Курусь ( Металург (Запоріжжя))                     |
|   | ВР   | Україна | Богдан Друзь ( Львів)                                    |
|   | ПЗ   | Україна | Олександр Безродній ( Кобра)                             |

| № | Поз. | Нац.    | Гравець                                                |
| - | ---- | ------- | ------------------------------------------------------ |
|   |      | Україна | Сергій Золотницький                                    |
|   | ЗХ   | Україна | Сергій Загинайлов ( Атирау)                            |
|   | ЗХ   | Україна | Олександр Квачов ( Миколаїв)                           |
|   | ЗХ   | Україна | Артем Козлов (дискваліфіковано)                        |
|   | ПЗ   | Грузія  | Лука Надірадзе (дискваліфіковано)                      |
|   | ЗХ   | Грузія  | Давид Кохія ( Шевардені-1906)                          |
|   | ПЗ   | Україна | Вадим Бовтрук ( Верес)                                 |
|   | ПЗ   | Україна | Віктор Лиховидько ( Гірник-спорт)                      |
|   | ПЗ   | Україна | Олександр Медведь ( Черкащина-Академія)                |
|   | НП   | Україна | Ростислав Тарануха ( Полісся (Житомир))                |
|   | НП   | Україна | Вадим Яворський ( Дніпро-1)                            |
|   | ВР   | Україна | Андрій Бубенцов ( ВПК-Агро)                            |
|   | ВР   | Україна | Артем Штанько (вільний агент)                          |
|   | ЗХ   | Україна | Сергій Гаращенков (вільний агент)                      |
|   | ПЗ   | Україна | Олександр Васильченко (вільний агент)                  |
|   | ПЗ   | Україна | Микола Вечурко ( Чайка (Петропавлівська Борщагівка))   |
|   | ПЗ   | Україна | Ярослав Кірієнко (вільний агент)                       |
|   | ПЗ   | Україна | Єгор Луговий (вільний агент)                           |
|   | ПЗ   | Україна | Антон Савін ( Полісся (Житомир))                       |
|   | ПЗ   | Україна | Владислав Шарай (повернення оренди, Олімпік (Донецьк)) |
|   | ПЗ   | Україна | Станіслав Шарай (повернення оренди, Олімпік (Донецьк)) |
|   | НП   | Україна | Петро Переверза (вільний агент)                        |
|   | НП   | Україна | Ілля Перепелиця ( Чайка (Петропавлівська Борщагівка))  |

| № | Поз. | Нац.    | Гравець                                                |
| - | ---- | ------- | ------------------------------------------------------ |
|   |      | Україна | Сергій Золотницький                                    |
|   | ЗХ   | Україна | Сергій Загинайлов ( Атирау)                            |
|   | ЗХ   | Україна | Олександр Квачов ( Миколаїв)                           |
|   | ЗХ   | Україна | Артем Козлов (дискваліфіковано)                        |
|   | ПЗ   | Грузія  | Лука Надірадзе (дискваліфіковано)                      |
|   | ЗХ   | Грузія  | Давид Кохія ( Шевардені-1906)                          |
|   | ПЗ   | Україна | Вадим Бовтрук ( Верес)                                 |
|   | ПЗ   | Україна | Віктор Лиховидько ( Гірник-спорт)                      |
|   | ПЗ   | Україна | Олександр Медведь ( Черкащина-Академія)                |
|   | НП   | Україна | Ростислав Тарануха ( Полісся (Житомир))                |
|   | НП   | Україна | Вадим Яворський ( Дніпро-1)                            |
|   | ВР   | Україна | Андрій Бубенцов ( ВПК-Агро)                            |
|   | ВР   | Україна | Артем Штанько (вільний агент)                          |
|   | ЗХ   | Україна | Сергій Гаращенков (вільний агент)                      |
|   | ПЗ   | Україна | Олександр Васильченко (вільний агент)                  |
|   | ПЗ   | Україна | Микола Вечурко ( Чайка (Петропавлівська Борщагівка))   |
|   | ПЗ   | Україна | Ярослав Кірієнко (вільний агент)                       |
|   | ПЗ   | Україна | Єгор Луговий (вільний агент)                           |
|   | ПЗ   | Україна | Антон Савін ( Полісся (Житомир))                       |
|   | ПЗ   | Україна | Владислав Шарай (повернення оренди, Олімпік (Донецьк)) |
|   | ПЗ   | Україна | Станіслав Шарай (повернення оренди, Олімпік (Донецьк)) |
|   | НП   | Україна | Петро Переверза (вільний агент)                        |
|   | НП   | Україна | Ілля Перепелиця ( Чайка (Петропавлівська Борщагівка))  |